# María Teresa Morales Guzmán
María Teresa Morales Guzmán es una bióloga e investigadora mexicana. Es la primera mujer en ocupar el cargo de dirección en el Instituto de Neurobiología UNAM campus Juriquilla, Querétaro para el periodo 2020-2024. Su trabajo ha contribuido a entender los procesos de neuroplasticidad que genera la hormona prolactina durante la gestación, parto y lactancia de roedores.
Recibió la Medalla Gabino Barreda por sus estudios doctorales y el Reconocimiento Sor Juana Inés de la Cruz en 2010.

## Trayectoria
Es bióloga egresada de la Universidad Veracruzana, doctora en Ciencias por el posgrado de Ciencias Fisiológicas de la UNAM y fue investigadora postdoctoral en el Laboratorio de Estructura y Función Neuronal del Instituto Salk de Estudios Biológicos en San Diego, California.
Es miembro de The Society for Neuroscience, The International Neuroendocrine Federation, The Society for Behavioral Neuroendocrinology y de la Sociedad Mexicana de Ciencias Fisiológicas.